# Fußball-Verbandsliga Schleswig-Holstein 2002/03
Die Verbandsliga Schleswig-Holstein wurde zur Saison 2002/03 das 56. Mal ausgetragen und bildete den Unterbau der viertklassigen Oberliga Hamburg/Schleswig-Holstein. Die erstplatzierte Mannschaft stieg direkt auf, während die zweitplatzierte Mannschaft Relegationsspiele gegen den Zweitplatzierten der Verbandsliga Hamburg bestreiten musste (abhängig von den Absteigern aus der Regionalliga Nord). Die Mannschaften auf den drei letzten Plätzen mussten in die Bezirksoberliga absteigen.

## Vereine
Im Vergleich zur Saison 2001/02 veränderte sich die Zusammensetzung der Liga folgendermaßen: Die zweite Mannschaft von Holstein Kiel und der TSB Flensburg waren in die Oberliga Hamburg/Schleswig-Holstein auf-, während der FC Kilia Kiel wieder aus der Oberliga Hamburg/Schleswig-Holstein in die Verbandsliga abgestiegen war. Die vier Absteiger hatten die Verbandsliga verlassen und wurden durch die fünf Aufsteiger Rendsburger TSV (Wiederaufstieg nach drei Spielzeiten), BSC Brunsbüttel (Wiederaufstieg nach sechs Jahren), TSV Heiligenstedten (Wiederaufstieg nach 32 Jahren), TSV Pansdorf (Wiederaufstieg zwei Jahre nach dem Rückzug aus der Oberliga) und VfR Schleswig (erstmals in der höchsten Amateurliga Schleswig-Holsteins) ersetzt.
| Verein               | Stadt                 | Kreis                 | Qualifikation                                         |
| -------------------- | --------------------- | --------------------- | ----------------------------------------------------- |
| FC Kilia Kiel        | Kiel                  |                       | Absteiger aus der Oberliga Hamburg/Schleswig-Holstein |
| FT Eider Büdelsdorf  | Büdelsdorf            | Rendsburg-Eckernförde | 3. Platz 2001/02                                      |
| Oldenburger SV       | Oldenburg in Holstein | Ostholstein           | 4. Platz 2001/02                                      |
| Itzehoer SV          | Itzehoe               | Steinburg             | 5. Platz 2001/02                                      |
| Rot-Weiß Moisling    | Lübeck                |                       | 6. Platz 2001/02                                      |
| FSV Borussia Lübeck  | Lübeck                |                       | 7. Platz 2001/02                                      |
| TSV Kropp            | Kropp                 | Schleswig-Flensburg   | 8. Platz 2001/02                                      |
| SV Henstedt-Rhen     | Henstedt-Ulzburg      | Segeberg              | 9. Platz 2001/02                                      |
| NTSV Strand 08       | Timmendorfer Strand   | Ostholstein           | 10. Platz 2001/02                                     |
| VfB Lübeck Amateure  | Lübeck                |                       | 11. Platz 2001/02                                     |
| PSV Union Neumünster | Neumünster            |                       | 12. Platz 2001/02                                     |
| Rendsburger TSV      | Rendsburg             | Rendsburg-Eckernförde | Aufsteiger aus der Bezirksoberliga Ost                |
| VfR Schleswig        | Schleswig             | Schleswig-Flensburg   | Aufsteiger aus der Bezirksoberliga Nord               |
| BSC Brunsbüttel      | Brunsbüttel           | Dithmarschen          | Aufsteiger aus der Bezirksoberliga West               |
| TSV Heiligenstedten  | Heiligenstedten       | Steinburg             | Aufsteiger aus der Bezirksoberliga West               |
| TSV Pansdorf         | Ratekau               | Ostholstein           | Aufsteiger aus der Bezirksoberliga Süd                |

## Saisonverlauf
Die Meisterschaft und den direkten Aufstieg in die Oberliga Hamburg/Schleswig-Holstein sicherte sich FT Eider Büdelsdorf. Der Zweitplatzierte TSV Kropp bestritt zunächst Aufstiegsspiele gegen den Dritten der Verbandsliga Hamburg und unterlag dem TSV Sasel, stieg aber dennoch auf. Der Drittplatzierte VfB Lübeck Amateure musste schließlich Aufstiegsspiele gegen den Vierten der Verbandsliga Hamburg bestreiten, wo er jedoch dem Wedeler TSV unterlag. Die letzten drei Mannschaften mussten aus der Verbandsliga absteigen: der BSC Brunsbüttel und der TSV Heiligenstedten nach einer Saison, der FSV Borussia Lübeck nach zwei Spielzeiten.

### Tabelle
| Pl. | Verein                  | Sp. | S  | U | N  | Tore    | Diff. | Punkte |
| --- | ----------------------- | --- | -- | - | -- | ------- | ----- | ------ |
| 1.  | FT Eider Büdelsdorf     | 30  | 22 | 3 | 5  | 092:350 | +57   | 69     |
| 2.  | TSV Kropp               | 30  | 17 | 9 | 4  | 070:350 | +35   | 60     |
| 3.  | VfB Lübeck Amateure     | 30  | 17 | 6 | 7  | 058:230 | +35   | 57     |
| 4.  | Oldenburger SV          | 30  | 16 | 9 | 5  | 054:330 | +21   | 57     |
| 5.  | NTSV Strand 08          | 30  | 16 | 5 | 9  | 064:460 | +18   | 53     |
| 6.  | Itzehoer SV             | 30  | 15 | 5 | 10 | 064:350 | +29   | 50     |
| 7.  | PSV Union Neumünster    | 30  | 13 | 6 | 11 | 058:570 | +1    | 45     |
| 8.  | FC Kilia Kiel (A)       | 30  | 13 | 5 | 12 | 061:600 | +1    | 44     |
| 9.  | SV Henstedt-Rhen        | 30  | 11 | 9 | 10 | 052:340 | +18   | 42     |
| 10. | VfR Schleswig (N)       | 30  | 10 | 6 | 14 | 044:610 | −17   | 36     |
| 11. | Rot-Weiß Moisling       | 30  | 9  | 8 | 13 | 052:730 | −21   | 35     |
| 12. | Rendsburger TSV (N)     | 30  | 10 | 4 | 16 | 039:690 | −30   | 34     |
| 13. | TSV Pansdorf (N)        | 30  | 8  | 7 | 15 | 034:520 | −18   | 31     |
| 14. | BSC Brunsbüttel (N)     | 30  | 7  | 5 | 18 | 035:580 | −23   | 26     |
| 15. | FSV Borussia Lübeck     | 30  | 5  | 7 | 18 | 027:570 | −30   | 22     |
| 16. | TSV Heiligenstedten (N) | 30  | 3  | 2 | 25 | 026:102 | −76   | 11     |

| (M) | Staffelsieger der Verbandsliga Schleswig-Holstein 2001/02     |
| (A) | Absteiger aus der Oberliga Hamburg/Schleswig-Holstein 2001/02 |
| (N) | Aufsteiger aus der Bezirksoberliga 2001/02                    |